# 深海尋人
《深海尋人》（英語：Missing）是2008年的香港電影，導演為徐克，2008年6月14日香港首映，7月4日在台灣上映。演員有李心潔、梁洛施、郭曉冬、張震、張震嶽、梁家輝等。

## 剧情
與那國島位於沖繩列島中最西端的小島，也就是日本國境最西端之處，連許多日本人都不知道它的存在。在島的海底，長眠著神祕又令人震懾的海底古城遺跡。身為考古學家的陳國棟（郭曉冬飾演）深深為這充滿謎樣傳說的遺跡所著迷，在醉心於相關的考古研究之餘，更發誓若找到自己的人生伴侶，要將心愛的她帶到海底的古城遺跡處，將早已藏在那裡的戒指取出戴在她的無名指上，製造一個浪漫驚喜。
命運的安排終於讓國棟遇見了高靜（李心潔飾演），兩人相知相戀。 照著預想了好久的計劃，國棟帶著高靜潛入海底古城準備向她求婚。就在此時，一件離奇的意外發生了，國棟竟在汪洋大海中消失得無影無蹤。
高靜難以接受這個打擊，對國棟的生死未卜及思念讓她陷入一種迷離狀態。異常的事件相繼在她身邊發生 - 她看得到一些不應該看到的光景，感應到一些平常人不能感應到的事情。這到底是真實或只是高靜的幻覺，驚懼之餘，連她自己也開始弄不清楚。而她的病人Simon（張震飾演）卻好像掌握很多未知的事。
國棟的妹妹小凱（梁洛施飾演）無意中發現錄有事件發生經過片段的錄像機，知道原來所有事情和高靜有密切關係，這也讓小凱處於極痛苦的壓力之中。小凱照著握有的線索再度潛入海中探查國棟的下落，順著黑潮的方向游去，前方等著她的是一片黑漆漆又深邃未知的異境...
而高靜又再度陷入尋找國棟的迷思中。像是被一股未知魔力所牽引，她回到國棟作研究的小島上。 如當地自古流傳探求理想之鄉的傳說般，高靜向著黝黑的大海的另一方漂流而去，消失不見...

## 角色
- 李心潔 飾演 高靜（医生）
- 郭曉冬 飾演 陳國棟（考古學家）
- 梁洛施 飾演 陳小凱（國棟的妹妹）
- 張震 飾演 Simon
- 梁家輝 飾演 唐學之
- 張震嶽 飾演 海雅阿木

## 獎項
| 頒獎典禮             | 獎項             | 名單                                                                               | 結果 |
| -------------------- | ---------------- | ---------------------------------------------------------------------------------- | ---- |
| 第45屆金馬獎         | 最佳音效         | Steve BURGESS                                                                      | 獲獎 |
| 第28屆香港電影金像獎 | 最佳原創電影歌曲 | 一萬年的序幕 作曲 ：克合爾曼•克尤木 填詞 ：螞蟻米工廠 主唱 ：李心潔、迪麗努爾•皮達 | 提名 |
| 第28屆香港電影金像獎 | 最佳視覺效果     | 何兆麟                                                                             | 提名 |

## 其他
片中的海中場景乃是於台灣的國立海洋生物博物館中的海藻森林拍攝。

## 外部參考
- 新浪网报道专题 （页面存档备份，存于）
- Yahoo奇摩電影上《謎屍》的資料（繁體中文）
- MSN娛樂上《謎屍》的資料（繁體中文）

- 開眼電影網上《謎屍》的資料（繁體中文）
- 豆瓣电影上《深海尋人》的資料 （简体中文）
- 时光网上《深海尋人》的資料（简体中文）
- AllMovie上《深海尋人》的资料（英文）
- 爛番茄上《深海尋人》的資料（英文）
- 香港影庫上《深海尋人》的資料（繁體中文）
- 互联网电影数据库（IMDb）上《深海尋人》的资料（英文）